# Břvanský vrch
Břvanský vrch är en kulle i Tjeckien.   Den ligger i regionen Ústí nad Labem, i den nordvästra delen av landet, 60 km nordväst om huvudstaden Prag. Toppen på Břvanský vrch är 302 meter över havet, eller 85 meter över den omgivande terrängen. Bredden vid basen är 3,0 km.
Terrängen runt Břvanský vrch är huvudsakligen platt, men österut är den kuperad.Runt Břvanský vrch är det tätbefolkat, med 530 invånare per kvadratkilometer. Närmaste större samhälle är Most, 13,4 km norr om Břvanský vrch. Trakten runt Břvanský vrch består till största delen av jordbruksmark.